# Jennifer Dodds
Jennifer Dodds (ur. 1 października 1991 w Edynburgu) – szkocka curlerka, mistrzyni olimpijska z Pekinu 2022, mistrzyni świata i Europy.

## Udział w zawodach międzynarodowych

### Kariera juniorska
| Rok  | Impreza                                     | Gospodarz | Skip drużyny   | Pozycja | Miejsce    |
| ---- | ------------------------------------------- | --------- | -------------- | ------- | ---------- |
| 2013 | Mistrzostwa Świata Juniorów w Curlingu 2013 | Soczi     | Hannah Fleming | druga   | 2. miejsce |
| 2013 | Zimowa Uniwersjada 2013                     | Trydent   | Hannah Fleming | druga   | 4. miejsce |

### Kariera seniorska

#### Curling kobiet
| Rok  | Impreza                                   | Gospodarz   | Skip drużyny   | Pozycja | Miejsce    |
| ---- | ----------------------------------------- | ----------- | -------------- | ------- | ---------- |
| 2018 | Mistrzostwa Świata Kobiet w Curlingu 2018 | North Bay   | Hannah Fleming | trzecia | 9. miejsce |
| 2018 | Mistrzostwa Europy w Curlingu 2018        | Tallinn     | Eve Muirhead   | trzecia | 6. miejsce |
| 2019 | Mistrzostwa Europy w Curlingu 2019        | Helsingborg | Eve Muirhead   | druga   | 2. miejsce |
| 2021 | Mistrzostwa Świata Kobiet w Curlingu 2021 | Calgary     | Eve Muirhead   | druga   | 8. miejsce |
| 2021 | Mistrzostwa Europy w Curlingu 2021        | Lillehammer | Eve Muirhead   | druga   | 1. miejsce |
| 2022 | Zimowe Igrzyska Olimpijskie 2022          | Pekin       | Eve Muirhead   | druga   | 1. miejsce |

#### Pary mieszane
| Rok  | Impreza                                           | Gospodarz | Partner     | Miejsce    |
| ---- | ------------------------------------------------- | --------- | ----------- | ---------- |
| 2021 | Mistrzostwa Świata Par Mieszanych w Curlingu 2021 | Aberdeen  | Bruce Mouat | 1. miejsce |
| 2022 | Zimowe Igrzyska Olimpijskie 2022                  | Pekin     | Bruce Mouat | 4. miejsce |